# Купальница азиатская
Купа́льница азиа́тская, или огонёк азиа́тский (лат. Trollius asiaticus) — травянистое многолетнее растение рода Купальница семейства Лютиковые (Ranunculaceae). В литературе XX века купальницу азиатскую не отличали от купальницы Кытманова (лат. Trollius kytmanovii), поэтому сведения об этих растениях часто перепутаны.

## Распространение
Встречается в Западной Сибири (Тюменская, Омская, Томская, Новосибирская, Кемеровская области), в Средней Сибири (Красноярский край, Республика Хакасия, Республика Тыва), в Восточной Сибири (Иркутская область, Бурятия), на Алтае (весь Горный Алтай), в Казахстане, Монголии. На территории Китая встречается в провинции Хэйлунцзян (уезд Шанчжи) и в Синьцзян-Уйгурском автономном районе (уезд Алтай и округ Хами)
Растёт по сырым лугам, лесным полянам, в лесах, заходит в высокогорье, поднимаясь до альпийского пояса, а на севере проникает в тундру.

## Ботаническое описание
Корень состоит из многочисленных шнуровидных мочек.
Стебель гладкий, прямостоячий, одиночный, простой или ветвистый 10―80 см высотой.
Прикорневые листья на длинных черешках, пластинки их в очертании пятиугольные, до основания рассечённые на 5 ромбических сегментов, глубоко надрезанных на неравнозубчатые дольки. Стеблевые листья в числе 1—5, нижние черешковые, верхние сидячие, с пластинками, сходными с прикорневыми, но кверху мельчающими.
Цветки крупные, до 5 см в диаметре. Чашелистики оранжево-красные, в числе 10—20, широкоэллиптические или обратнояйцевидные. Лепестки в 2—3 раза длиннее тычинок и равны чашелистикам, оранжево-красные, постепенно от основания кверху расширенные и на верхушке заострённые. Цветёт во второй половине мая ― в июне. Опыляют цветок мелкие жуки, мухи, пчёлы, прилетающие за нектаром.
Плод из многочисленных листовок 10—11 мм длиной, с коротким (0,5—1 мм) носиком, у основания загнутый внутрь. Семена вызревают в конце июня ― начале июля.

## Химический состав
В траве, листьях и цветках содержатся алкалоиды, флавоноиды, кумарины и витамины, а также микроэлементы (марганец, железо, кальций, и другие). Корни содержат алкалоид магнофлорин. В семенах имеется жирное масло.

## Значение и применение
По наблюдением на Алтае поедается алтайским маралом (Cervus elaphus sibiricus Severtzow).

### Использование в медицине
В официальной медицине купальница азиатская не применяется. В народной медицине применяется как мочегонное, противовоспалительное и противоцинготное средство. В Западной Сибири купальница азиатская применяется как желчегонное при болезнях печени и как средство против отёков. Настойка травы вызывает расширение сосудов печени, снижает тонус гладкой мускулатуры кишечника и желчного пузыря.
В тибетской медицине цветки применяются при ослаблении зрения, а листья и цветки в отваре при болях в животе.
В монгольской медицине применяются цветки при расстройстве желудочно-кишечного тракта и заболеваниях крови, купальница азиатская назначается как тонизирующее средство для ослабленных больных.
На Алтае водный настой травы купальницы азиатской применяется как мочегонное, противовоспалительное и противоцинготное средство, а в виде припарок ― от ушибов.

## Угрозы и защита
На Алтае имеет достаточно обширный ареал и порой встречается довольно обильно, однако быстро исчезает вблизи крупных населённых пунктов. К сокращению численности популяций ведёт массовое вырывание на букеты, выкапывание с целью перенесения на частные приусадебные участки. Вид включён в Красные книги Ямало-Ненецкого автономного округа, Республики Саха (Якутия), Омской области, Ханты-Мансийского автономного округа — Югра.

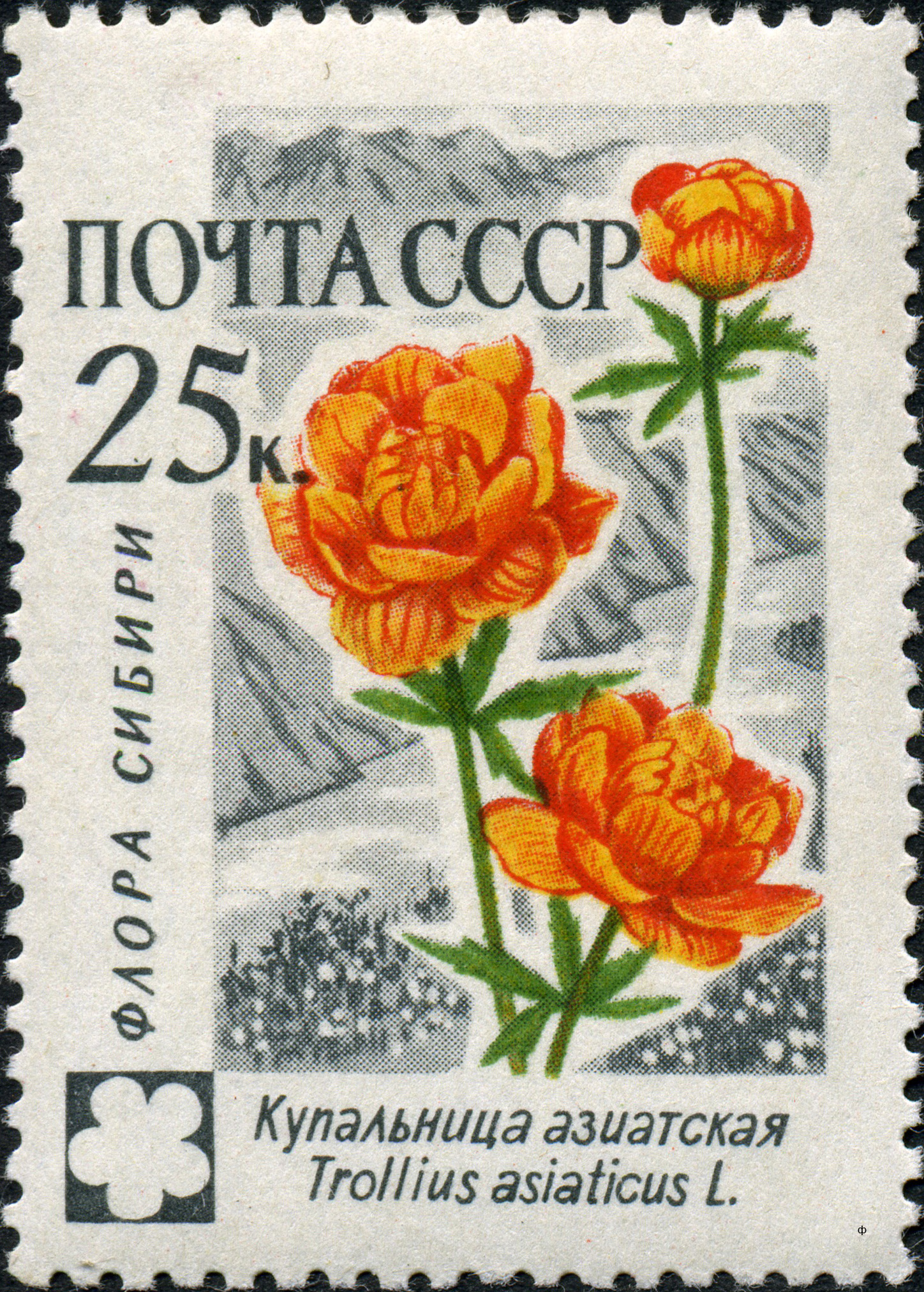
Изображение цветка на почтовой марке СССР

## Таксономия
Trollius asiaticus L., Species Plantarum 1: 557. 1753.

### Синонимы
- Ranunculus asiaticus (L.) Lepech., Reise Versch. Prov. Russ. Reich. 3: 40 (1783), nom. illeg.
- Trollius sertiflorus Salisb., Trans. Linn. Soc. London 8: 303 (1807)
- Trollius hexapetalus Bosse, Vollst. Handb. Bl.-Gärtn. 2: 1045 (1829)
- Trollius africanus Wender., Schriften Ges. Beförd. Gesammten Naturwiss. Marburg 2: 217 (1831)
- Trollius dahuricus Turcz., Bull. Soc. Imp. Naturalistes Moscou 15: 64 (1842)
- Trollius asiaticus var. parviflorus Regel, Bull. Soc. Imp. Naturalistes Moscou 34(II): 57 (1862)
- Trollius loddigesii E.Vilm., Fl. Pleine Terre, ed. 2: 936 (1866)
- Trollius bargusinensis Sipliv., Novosti Sist. Vyssh. Rast. 10: 358 (1973)

## Народные названия
В некоторых районах Сибири и Казахстана (например, в Иркутской области, Красноярском крае, в Восточно-Казахстанской области) это растение известно под названием «жарки́» (в единственном числе - "жарок" - употребляется редко), в Кемеровской, Новосибирской и Томской областях — под названием «огонёк».
Купальницу азиатскую называют[кто?] 《Цветком троллей》.